# Marco Cacciatori
Marco Cacciatori (Carrara, 3 febbraio 1956 – Massa, 26 dicembre 2024) è stato un calciatore italiano, di ruolo attaccante.
Era soprannominato Cacetta.

## Carriera
Dopo una prima parte della carriera trascorsa esclusivamente in Serie D, e dopo aver messo a segno 25 reti in 34 partite nella Carrarese nella stagione 1977-1978 guidando gli apuani alla vittoria del campionato, nell'estate 1978 compie un triplo salto di categoria passando al Perugia in massima serie. Esordisce in Serie A l'8 ottobre 1978 alla seconda giornata di campionato in occasione della sfida esterna contro l'Inter, realizzando a 4' dallo scadere la rete del pareggio. Nel prosieguo della stagione scende in campo in altri 13 incontri di campionato, contribuendo al secondo posto finale del cosiddetto Perugia dei miracoli. Nell'ottobre del 1978 Guido Mazzetti, allenatore del Taranto, chiese al mister umbro Castagner la disponibilità a trasferire il giocatore, come ricordato nella puntata dell'8 ottobre 1978 di 90º minuto dal giornalista Beppe Viola.
A fine stagione tuttavia non viene confermato e scende di categoria, passando al Lanerossi Vicenza, appena retrocesso fra i cadetti, nell'affare che porta Paolo Rossi in Umbria. Con i berici disputa due soli incontri di campionato, quindi, dopo aver accusato un malore in allenamento, gli viene diagnosticato un tumore a un testicolo.
Dopo tre anni di cure riprende l'attività agonistica nella stagione 1983-1984 con la Carrarese, in Serie C1, campionato nel quale realizza 14 reti su 29 incontri. Prosegue la carriera fra C1 e C2, chiusa a trentacinque anni fra i dilettanti col Pietrasanta.

## Palmarès

### Club

#### Competizioni nazionali
- Serie D: 1

Carrarese: 1977-1978
- Campionato Interregionale: 1

Pistoiese: 1990-1991